# الأبرار المخفيون
الأبرار المخفيون ((بالعبرية: צַדִיקִים נִסתָּרים) تزاديكيم نيستاريم) أو الصالحون المخفيون، هو مصطلح في الباطنية اليهود [a] يشير إلى 36 من الصالحين، وهي فكرة متجذرة في الأبعاد الأكثر باطنية لليهودية.

## الأصول
```
المصدر هو 
التلمود
 نفسه، فسر على النحو التالي: 
```

## الغرض منهم
تعتقد اليهودية الروحانية الحاسيدية، وكذلك أطراف أخرى من اليهودية، أن هناك 36 شخصًا صالحًا يتمثل دورهم في الحياة في تبرير أهدف الجنس البشري في نظر الله. يقول التقليد اليهودي أن هوياتهم غير معروفة لبعضها البعض، وأنه إذا ما م ينكرون غرضهم الحقيقي إن تم اكتشاف أمرهم.

## اللميدفافنيكس
اللميدفافنيكس ((باليديشية: לאַמעדוואָווניק)‏)، هو مصطلح يديشي لواحد من الصالحين المتواضعين الـ36 المذكورة في القبالة أو الباطنية اليهودية. وفقا لهذا التعليم، في أي وقت من الأوقات هناك ما لا يقل عن 36 شخصا مقدسا في العالم من الصالحين. هؤلاء الناس المقدسون مختبئون. أي، لا أحد يعرف من هم. وفقا لبعض إصدارات القصة، فإنهم هم أنفسهم قد لا يعرفون من هم. من أجل هؤلاء القديسين الـ 36 المختبئين، يحفظ الله العالم حتى لو تحطمت بقية البشرية إلى مستوى البربرية الكلية. هذا مشابه لقصة سدوم وعمورة في الكتاب المقدس العبري، حيث أخبر الله إبراهيم أنه سيجنب مدينة سدوم إذا كان هناك 10 رجال صالحين. بما أنه لا أحد يعرف من هم، ولا حتى أنفسهم، يجب على كل يهودي التصرف كما لو كان هو أو هي واحدة منهم؛ أي، قُد حياة مقدّسة ومتواضعة وأدعو من أجل بني البشر. يقال أيضا أن واحداً من هؤلاء الـ36 يمكن أن يكون المسيح اليهودي إذا كان العالم جاهزاً لهم للكشف عن أنفسهم. خلاف ذلك، يعيشون ويموتون كشخص عادي. بغض النظر عما إذا كان الشخص يعرف أنها هي المسيح المحتمَل.
يشتق المصطلح من الأحرف العبرية اللامد (ل) و فاف (و)، التي قيمتها العددية (انظر علم الأعداد)ا يصل إلى 36. الرقم 36 هو ضعف الرقم. في علم الأعداد اليهودية، الرقم 18 يشير إلى «الحياة». ولأن 36 = 2 × 18، فإنها تمثل «حياتين».

## روابط خارجية
- لماذا ستة وثلاثون؟